# إيليس لامب
إيليس لامب (بالإنجليزية: Rebecca Elise Lamb)‏ هي ممثلة أسترالية، ولدت في 27 مارس 1986 في بريزبان في أستراليا.

## وصلات خارجية
- إيليس لامب على موقع IMDb (الإنجليزية)